# Wellenflughuhn
Das Wellenflughuhn (Pterocles lichtensteinii), auch Streifenflughuhn genannt, ist ein Flughuhn und gehört zu den Eigentlichen Flughühnern (Pterocles).
Früher wurde die Art als konspezifisch mit dem Nachtflughuhn (Pterocles bicinctus) und dem Bindenflughuhn (Pterocles indicus) angesehen.
Der Vogel hat ein weites, jedoch nicht zusammenhängendes Verbreitungsgebiet von Marokko und Mauretanien im Westen über Ägypten, Sudan, Kenia und Äthiopien, die Sinaihalbinsel, Israel und Jordanien bis Iran und Pakistan im Osten.
Der Lebensraum umfasst Wüsten, Halbwüsten, Wadis, steinige und spärlich buschbestandene Lebensräume bis 1800 m Höhe.
Das Artepitheton bezieht sich auf Hinrich Lichtenstein.

## Merkmale
Die Art ist 22–28 cm groß, das Männchen wiegt zwischen 175 und 250, das Weibchen 190 bis 230 g, die Flügelspannweite beträgt 48 bis 52 cm. Sie ist wie Buschflughuhn (Pterocles quadricinctus), Nachtflughuhn (Pterocles bicinctus) und Bindenflughuhn (Pterocles indicus) relativ klein, rundschwänzig und in beiden Geschlechtern ausgedehnt auf der Unter- und Oberseite gebändert, das Männchen weist ein Brustband und schwarz-weiße Stirnbänderung auf. Die Art unterscheidet sich durch Bänderung auch auf Nacken und Brust beim Männchen und auf der Kehle beim Weibchen. Im Fluge wirkt die Art massig, die Flügelunterseite ist blassgelblich mit schwärzlichen Flügelspitzen. Sie ist relativ hochbeinig, das Körperende weniger spitz und läuft mit etwas angehobenem Schwanz.
Das Männchen hat ein schwarz-weißes Stirnband und einen kleinen weißen Hinteraugenfleck, durch das breite gelblich-braune Brustband läuft mittig und am Unterrand je ein schmales schwarzes Band. Der Schnabel ist rötlich bis orange, der Augenring gelb.
Das Weibchen ist vollständig gebändert mit schmalen schwarzen Streifen, etwas blasser gefärbt, Stirn und Gesicht sind bräunlich-gelb, der Schnabel ist grau, auf Scheitel und Nacken finden sich kräftigere Flecken, das Brustband ist wesentlich schmaler oder fehlt ganz.
Jungvögel sehen weibchenartig aus, aber noch dichter gebändert, die Flecken auf der Kehle sind kleiner, die Handschwingen haben gelbliche Spitzen.

## Geografische Variation
Es werden folgende Unterarten anerkannt:
- P. l. targius Geyr von Schweppenburg, 1916, – Marokko und Mauretanien bis Tschad
- P. l. lichtensteinii Temminck, 1825, Nominatform, – Nordosttschad, Nordsudan bis Eritrea und Somalia, Nordostägypten bis Jordanien, die vorgeschlagenen Unterarten P. l. abessinicus in Äthiopien, P. l. nigricans in Südäthiopien und P. l. hyperrythrus in Südsomalie und Nordosten Kenias sind unter die Nominatform subsumiert[3]
- P. l. sukensis Neumann, 1909, – Südostsudan, Süden Äthiopiens bis Kenia
- P. l. arabicus Neumann, 1909, – Südliche Arabische Halbinsel bis Südiran und Afghanistan und Pakistan
- P. l. ingramsi Bates & Kinnear, 1937, – Hadramaut im Jemen

## Stimme
Der Ruf im Fluge wird als ein hochtoniges Pfeifen und als „wicky-wi-wheao-wickiwichi-weeo“ beschrieben, als stimmungsvoller, etwas metallisch klingender Ruf „kultl“ oder krächzender Warnruf „kree-kree-kree“. Die Art ruft tagsüber selten, im Fluge „quitoo“, tiefer klingend als bei anderen Flughühnern im Verbreitungsgebiet.

## Lebensweise
Die Nahrung besteht hauptsächlich aus Pflanzensamen, auch Insekten und Larven. Die Art
trinkt in Kleingruppen in der späten Dämmerung, ist überwiegend nachtaktiv.
Die Brutzeit liegt zwischen Februar und September, meist Mai bis Juli. Das Nest ist in einer flachen Bodenkuhle, das Gelege besteht aus 2 bis 3 rötlich bis gelblich-braun markierten Eier. Das Männchen brütet nachts und versorgt wohl auch die Küken.

## Gefährdungssituation
Der Bestand gilt als nicht gefährdet (Least Concern).